# Aphengoecus
Aphengoecus là một chi bọ cánh cứng thuộc họ Scarabaeidae.